# Turecká
Turecká je obec na Slovensku v okrese Banská Bystrica.

## Poloha
Podhorská obec se nachází v severozápadní části banskobystrického okresu, zhruba 17 km od Banské Bystrice v pohoří Velká Fatra. Řetězová zástavba lemuje potok Ramžiná, který protéká celou Tureckou dolinou, ústící v obci Staré Hory do Starohorskej doliny.
Severně se zvedají svahy hory Krížna s bočními hřebeny Líšky a Majerovej skály. Západně se zvedá Malá Krížna (1319 m n. m.) a jižně uzavírá věnec hor hřeben s vrchem Japeň (1154 m n. m.).

## Charakteristika
Obec byla původně uhlířskou osadou, dodávala dřevěné uhlí hlavně pro doly v okolí blízkých Starých hor. V současnosti se v Turecké a okolí rozvíjí zejména turistický ruch; v letním období je východištěm turistických túr na hlavní hřeben, v zimním období zase turisty láká rozvíjející se lyžařské středisko. Obec je známá dvěma již tradičními každoročními akcemi - závodem na sáňkách a Mistrovstvím světa ve vaření a pojídání brynzových halušek.